# Кизилкумський фосфоритний комплекс
Кизилкумський фосфоритний комплекс — гірничодобувне підприємство в центральній частині Узбекистану.
Створені в часи існування СРСР узбецькі заводи фосфорних добрив — Самаркандський, Кокандський, Алмалицький — були розраховані на роботу з фосфоритами казахського Каратауського фосфоритоносного басейну (рудники Чулактау, Жанатас). Із надбанням Узбекистаном незалежності вирішили взятись за розробку власних родовищ, для чого в 1998-му ввели в дію створений коштом державних інвестицій Кизилкумський фосфоритний комплекс.
Сировинною базою стала ділянка Ташкура Джерой-Сардаринського родовища фосфоритів. Відкритим способом відпрацьовуються два фосфоритні пласти товщиною 0,5—0,85 метра, при цьому верхній пласт лежить на глибині близько 15 метрів.
Перша черга комплексу мала річну потужність на рівні 400 тисяч тонн обпаленого фосфоритового концентрату (вміст пентаоксиду фосфору 27 %) та 300 тисяч тонн фосфоритової муки (16—17 % пентаоксиду фосфору). При цьому перші роки роботи показали, що підвищений вміст хлору в руді призводить до стрімкого погіршення стану обладнання заводів добрив, розрахованого на казахську сировину. Як наслідок, у 2007-му запустили установку додаткової промивки, що знижує вміст хлору до 0,04 %. З цього часу продукцією майданчику був митий обпалений концентрат (28 % пентаоксиду фосфору) та мита фосфоритна сировина (18—19 % пентаоксиду фосфору).
Споживачами концентрату стали Алмалицький та Самаркандський заводи, тоді як фосфоритну муку відправляли на Кокандський завод.
Первісно Кизилкумський комплекс належав до Навоїйського гірничо-металургійного комбінату (НГМК), оскільки територіально був розташований між родовищами НГМК. Втім, у 2018-му його вивели зі складу НГМК, а з 2020-го передали до Алмалицького гірничо-металургійного комбінату.